# 君の飼い犬は、可愛くて最悪。
『君の飼い犬は、可愛くて最悪。』（きみのかいいぬは、かわいくてさいあく。）は、超☆社会的サンダル1枚目のEP。2024年12月11日にラブ・ラッドレコードから発売された。

## 解説
- 2枚目の全国流通版であり、初のEP。
- 本作を境に、レコードレーベルをラブ・ラッドレコードからパーフェクトミュージックへ移籍した。
- 2024年11月22日に行われたオニザワマシロ生誕祭「不幸であればあるほどに」渋谷CLUB QUATTROにて先行販売された。
- 早期購入特典として、超☆下敷きがプレゼントされた[1]。
- 本作の発売を記念して、2025年1月3日にタワーレコード新宿店で、リリース記念インストアライブとサイン会が開催された[2]。
- アルバム発売翌年の2月26日に、本作がデジタル・リリースされた[3]。
- 本作を引っ提げて、初の全国ツアーである「あゝ、私もいつかはCity girl TOUR」が全国6か所で行われた[4]。

## 収録曲
| 全作詞・作曲: オニザワマシロ、編曲:超☆社会的サンダル。 |                        |                                        |                                        |      |
| #                                                      | タイトル               | 作詞                                   | 作曲・編曲                             | 時間 |
| 1.                                                     | 「バカマ●コあかり」    | オニザワマシロ、編曲:超☆社会的サンダル | オニザワマシロ、編曲:超☆社会的サンダル | 2:32 |
| 2.                                                     | 「チチンプイプイプイ」 | オニザワマシロ、編曲:超☆社会的サンダル | オニザワマシロ、編曲:超☆社会的サンダル | 3:07 |
| 3.                                                     | 「フランス料理」       | オニザワマシロ、編曲:超☆社会的サンダル | オニザワマシロ、編曲:超☆社会的サンダル | 4:44 |
| 合計時間:                                              | 合計時間:              | 10:23                                  |                                        |      |

## 演奏者
- オニザワマシロ - ボーカル、ギター
- タケマスター - ギター、コーラス
- ふじお - ベース、コーラス
- 林田翔馬 - ドラムス、コーラス